# Mary Gordon
Mary Gordon (Glasgow, 16 de mayo de 1882 - Pasadena, 23 de agosto de 1963) fue una actriz escocesa que interpretó principalmente a amas de casa y madres, sobre todo a la casera Sra. Hudson en la serie de películas de Sherlock Holmes de la década de 1940, protagonizada por Basil Rathbone y Nigel Bruce. Participó en cerca de 300 películas entre 1925 y 1950.

## Carrera
Con su madre y su hija, llegó a Los Ángeles a mediados de la década de 1920 y comenzó a interpretar los papeles en los que desarrollaría su carrera. Se hizo amiga de John Ford mientras hacía Hangman's House en 1928 e hizo siete películas más con él. En 1939, asumió su papel más recordado como la casera de Sherlock Holmes, la Sra. Hudson, y desempeñó el papel en diez películas y numerosas obras de radio. Fue miembro fundador de Hollywood Canteen, entreteniendo a los militares durante la Segunda Guerra Mundial. En el programa de radio Those We Love, interpretó el papel habitual de la Sra. Emmett.
Se retiró justo cuando la televisión remodeló la industria del entretenimiento, y solo apareció una vez en ese medio.
Vivió sus últimos años en Pasadena, California, con su hija y su nieto. Murió a los 81 años el 23 de agosto de 1963 en Pasadena después de una larga enfermedad.

## Filmografía parcial
- The Home Maker de King Baggot (1925)
- Madame X de Lionel Barrymore (1929)
- Dinamita de Cecil B. DeMille (1929)
- Frankenstein de James Whale (1931)
- A Fool's Advice de Ralph Ceder (1932)
- El pequeño ministro de Richard Wallace (1934)
- La novia de Frankenstein de James Whale (1935)
- The Irish in U.S. de Lloyd Bacon (1935)
- Mary of Scotland de John Ford (1936)
- The Adventures of Sherlock Holmes de Alfred L. Werker (1939)
- Sherlock Holmes y el arma secreta de Roy William Neill (1942)
- Sherlock Holmes en Washington de Roy William Neill (1943)
- Sherlock Holmes desafía a la muerte de Roy William Neill (1943)
- Sherlock Holmes y la mujer araña de Roy William Neill (1943)
- El caso de los dedos cortados (The Woman in Green) de Roy William Neill (1945)
- Vestida para un asesinato (Dressed to Kill) de Roy William Neill (1946)
- Little Giant de William A. Seiter (1946)
- Shadows Over Chinatown de Terry O. Morse (1946)
- The Hoodlum Saint de Norman Taurog (1946)
- Fort Apache de John Ford (1948)
- Deputy Marshal de William Berke (1949)
- West of Wyoming de Wallace Fox (1950)